# Tuhý roztok
Tuhý roztok je slitina dvou kovů nebo kovu a nekovu vytvářející zdánlivě homogenní strukturu.

## Charakteristika
Zásadně mohou ve slitině dva kovy nebo kov a nekov vytvářet buď tuhé roztoky, chemické sloučeniny nebo mechanické směsi fází.
Jsou-li prvky obsažené ve slitině dobře rozpustné i v tuhém stavu, vznikne po ztuhnutí takovéto slitiny tuhý roztok. Tuhý roztok tvoří v heterogenních systémech homogenní oblasti a jeví se jako jednofázová krystalická struktura. Tato zdánlivě homogenní struktura obsahuje v krystalické struktuře v atomové mřížce nejenom atomy základního kovu, nýbrž také atomy přídavného prvku. Existence tuhých roztoků je omezena na určité teplotní intervaly a koncentrace přídavného prvku. V rovnovážných diagramech jsou tuhé roztoky označovány řeckými písmeny (α, β, γ atd.).
Tuhé roztoky se typicky vyskytují u slitin kovů. U nekovových látek je tento výraz jen velmi zřídka používán.

## Druhy tuhých roztoků
Tuhý roztok má atomovou mřížku základní složky, kterou může být čistý kov nebo chemická sloučenina. Atomy příměsových prvků jsou uloženy v atomové mřížce základního kovu. Podle toho kde tyto atomy jsou umístěny rozlišujeme dva základní typy tuhých roztoků.

### Tuhý roztok substituční
Tyto tuhé roztoky vznikají, jsou-li velikosti a vlastnosti atomů legujících prvků a základního kovu podobné. Zde se mohou atomy základního kovu a přídavného prvku v atomové mřížce vzájemně zastupovat. Substituční tuhé roztoky tvoří kupříkladu nikl, mangan, chrom, křemík se železem, nebo zlato se stříbrem, měď s niklem ap.

### Tuhý roztok intersticiální
Intersticiální (mezerový) tuhý roztok se vytváří když se atomy přídavného prvku umisťují do prostoru krystalografické mřížky mezi atomy základního kovu . Toto je jen tehdy možné, když jsou atomy přídavného prvku výrazně menšího poloměru v poměru k atomům kovu základního. Se železem tvoří intersticiální tuhé roztoky uhlík, dusík, vodík a bor.